# 木田勇
木田勇（1954年6月7日—）為日本的棒球選手、教練，出生於神奈川県横浜市旭區。他曾效力於日本職棒北海道日本火腿鬥士等，守備位置為投手，於1990年退役，生涯通算60勝記録。